# HTC U Ultra
Das HTC U Ultra ist ein Android-basiertes Smartphone, das vom Hersteller HTC als Teil seiner U-Serie produziert und verkauft wird. Es ist seit dem 12. Januar 2017 in Deutschland verfügbar.

## Technik

### Hardware
Als auffälligste Besonderheit hat es einen kleinen zweiten Bildschirm oberhalb des großen Bildschirms. Dort können Kontakte angezeigt, die Wetteranzeige oder Musik gesteuert werden. Es ist mit einem 5,7 Zoll großen Quad-HD-Display (2560 × 1440 Pixel) ausgestattet. Das Glas der Vorderseite ist Gorillaglas 5. Die Kamera auf der Rückseite hat 12 MP bei 1,55 μm Pixelgröße und einer ƒ/1,8-Öffnung. Sie hat optische Bildstabilisierung (OIS). Die Kamera auf der Vorderseite hat 16 MP und eine ƒ/2,0-Öffnung.
Das Smartphone wird mit einem Snapdragon 821 ausgeliefert und ist mit 4 GB RAM sowie 64 GB Speicher ausgestattet.
Das Gerät ist in den Farben blau, weiß, rosa und schwarz erhältlich.
Kritiker bemängeln, dass das Gerät keinen 3,5-Millimeter-Klinkenanschluss bietet. Stattdessen liegen eigens entworfene Köpfhörer bei, die mittels USB Typ C angeschlossen werden und laut Hersteller eine gehobene Klangqualität erreichen.

„Das Innenohr ist so einzigartig wie ein Fingerabdruck. Wir alle erleben Sound ganz unterschiedlich. HTC USonic* analysiert und vermisst Dein Innenohr mittels eines Schallimpulses und passt es dann an Dich an. Als ob Du Deinen eigenen Toningenieur hättest – jetzt hörst Du die Feinheiten, die Du bislang vermisst hast.“

#### Dual-SIM-Unterstützung
Es gibt mehrere Versionen des Geräts, eine Single SIM uhl-Variante und eine Dual-SIM-Handy dugl-Variante. Um welche Version es sich handelt kann der Verpackung entnommen werden oder durch Betreten des hTC download mode heraus gefunden werden.

### Software
Das HTC U Ultra wurde ursprünglich mit Android 7.0 mit HTC Sense 8.0 ausgeliefert. HTC Sense Companion ist vorinstalliert bzw. wurde mit einem Software-Update ausgeliefert. Mittlerweile ist das Update auf 8.0 erschienen.